# Ryszard Teodor Biehler
Ryszard Teodor Biehler (ur. 2 kwietnia 1851 w Warszawie, zm. 24 lutego 1934 tamże) – polski lekarz dermatolog, leprolog.

## Życiorys
Syn farmaceuty Karola Biehlera. Do szkół uczęszczał w Gorlicach i Warszawie, ukończył I Gimnazjum, następnie wstąpił na Wydział Lekarski Uniwersytetu Warszawskiego, na którym studiował od 1870 do 1875. W 1875 wyjechał uzupełniać studia w Wiedniu i Berlinie. Potem osiadł w Poswolu w powiecie poniewieskim, przez krótki czas w 1878 roku był lekarzem miejskim w Frydrychstacie, skąd przeniósł się do Bowska. W Kurlandii żył przez 30 lat – od 1877 do 1906 roku. Pełnił szereg funkcji społecznych, był m.in. wiceprezydentem Bowska i lekarzem powiatowym. Działał w tamtejszym Towarzystwie Walki z Trądem, zorganizował leprozorium. W 1906 roku na krótko powrócił do Warszawy. W 1907 zaproponowano mu objęcie stanowiska lekarza naczelnego w leprozorium w Rydze, stanowisko to pełnił od 1907 do 1918 roku. Był doradcą w Wydziale Walki z Trądem Ministerstwa Spraw Wewnętrznych w Petersburgu. W styczniu 1919 przeniósł się do Warszawy. Praktykował jako dermatolog w lecznicy przy ul. Trębackiej, był lekarzem honorowym Towarzystwa Opieki nad Sierotami.
Zmarł w 1934 roku, jest pochowany w grobie rodzinnym na cmentarzu Powązkowskim (kwatera 174-5-23,24).
Z małżeństwa z Heleną z Dudrewiczów (1853–1918) miał syna Ryszarda (1878–1945).

## Ordery i odznaczenia
- Złoty Krzyż Zasługi (27 czerwca 1928)[2]

## Wybrane prace
- Die Lepra in Riga, ihre Ausbreitung und Bekämpfung. Häcker, 1911.
- Die Krebssterblichkeit unter den Leprskranken dei Rigaschen stadtischen Leprosoriums, 1914.